# 東京都立調布特別支援学校
東京都立調布特別支援学校（とうきょうとりつ ちょうふとくべつしえんがっこう）は、東京都調布市調布ケ丘に所在する、知的障害のある児童・生徒を対象とした特別支援学校である。小学部および中学部を設置している。

## 概要
本校は、知的障害教育部門を有する都立の特別支援学校である。1974年（昭和49年）に開校した東京都立町田養護学校（現・東京都立町田の丘学園）稲城分校を前身とし、同分校の廃止に伴い、1976年（昭和51年）4月に東京都立調布養護学校として開校。同年7月に調布市調布ケ丘の現校舎に移転した。
小学部と中学部があり、学級編成は、知的障害学級および自閉症学級が1学級6名、重度・重複学級が1学級3名で構成されている。通学区域は調布市、三鷹市、狛江市の3市で、スクールバスが運行されている。
中学部では、ブレザー型の標準服が指定されている。
給食は自校方式で提供されており、初期食、中期食、後期食、普通食の4種類がある。
調布市立第一小学校、調布市立八雲台小学校、調布市立石原小学校や調布市立第七中学校との学校間交流が行われている。
中学部卒業後は、主に東京都立府中けやきの森学園の高等部へ進学する。

## 児童・生徒数
令和7年度（2025年度）
- 小学部　138名（30学級）
- 中学部　53名（11学級）
- 計　191名（41学級）[4]

## スクールバスコース
- 野川コース
- 中央コース
- つつじヶ丘コース
- 調布コース
- 多摩川コース
- 三鷹コース[4]

## 歴代校長
| 代       | 氏名       |
| -------- | ---------- |
| 初代     | 富岡達夫   |
| 第2代    | 佐藤郁郎   |
| 第3代    | 大坪嘉憲   |
| 第4代    | 石原英雄   |
| 第5代    | 秋野勇     |
| 第6代    | 木村久     |
| 第7代    | 小坂昭雄   |
| 第8代    | 坂本悟郎   |
| 第9代    | 渡辺和弘   |
| 第10代   | 若野曻     |
| （代行） | 諏訪肇     |
| 第11代   | 兵馬孝周   |
| 第12代   | 坊野美代子 |
| 第13代   | 井上美保   |
| 第14代   | 宮田守     |
| 第15代   | 原田勝     |
| 第16代   | 中村由美子 |

## 所在地
- 〒182-0021　東京都調布市調布ヶ丘1ｰ1ｰ2

## アクセス
- 京王線「調布駅」より徒歩10分